# Landaura
Landaura là một thị xã và là một nagar panchayat của quận Hardwar thuộc bang Uttaranchal, Ấn Độ.

## Nhân khẩu
Theo điều tra dân số năm 2001 của Ấn Độ, Landaura có dân số 16.022 người. Phái nam chiếm 54% tổng số dân và phái nữ chiếm 46%. Landaura có tỷ lệ 36% biết đọc biết viết, thấp hơn tỷ lệ trung bình toàn quốc là 59,5%: tỷ lệ cho phái nam là 42%, và tỷ lệ cho phái nữ là 28%. Tại Landaura, 21% dân số nhỏ hơn 6 tuổi.